# Jabron
De Jabron is een Franse rivier en samen met de Roubion een zijrivier van de Rhône. De Jabron en de Roubion komen samen in de stad Montélimar waar ze over een afstand van 2 km gemeenschappelijk door de stad stromen om daarna uit te monden in het afvoerkanaal dat ten oosten van de stad ligt en aansluit op de Rhône. 
De lengte van de waterloop is 38,9 km. 
De rivier loopt alleen in het departement Drôme (26) en loopt door 12 gemeenten.